# Flaga Gujany Francuskiej

Flaga Francji.

Gujana Francuska, położona w Ameryce Południowej wspólnota terytorialna Francji (departament i region zamorski) nie posiada własnej flagi. W jej miejsce używa się flagi Francji lub szeregu flag nieoficjalnych czy historycznych.

## Historia
Choć region od początków europejskiego osadnictwa nie posiadał własnej flagi odrębnej od francuskiej flagi narodowej, to z uwagi na potrzebę identyfikacji korzystano z jej swoistych zamienników. Za taki mogła być uważana nieoficjalna flaga heraldyczna zbudowana na bazie herbu Kajenny, stolicy Gujany Francuskiej (trzy poziome pasy: niebieski, czerwony i zielony z liliami, barką i nenufarami). Ponadto własne symbole przyjęły poszczególne lokalne organy administracji, z których wszystkie umieszczone na białym płacie, pozostawały w półurzędowym użytkowaniu – wywieszane przez właściwe organy, pośrednio reprezentowały także samą Gujanę Francuską. Logo własne gujańskiej Rady Generalnej przedstawiało biało-zielony pas z żółtym okręgiem, na których umieszczono białe litery CG oraz zielony kształt regionu, a pod spodem napis „CONSEIL GÉNÉRAL / — Guyane —”. Odrębny wzór dla regionu przyjęła Rada Regionalna. Logo składało się z dwóch poziomych pasów: niebieskiego i zielonego ponad pomarańczowymi falami. Na niebieskim pasie umieszczono żółtą gwiazdę, zaś na zielonym żółtą pirogę i siedzącą w niej pomarańczową sylwetkę ludzką. Całość opatrzono napisami „GUYANE” (powyżej) i „LA RÉGION” (poniżej). Wcześniejsze logo regionu składało się ze stylizowanych liter „G R O M” – akronimu nazwy „Region Zamorski Gujana”.
Na wzór innych jednostek administracyjnych Francji, w styczniu 2010 roku Rada Generalna Gujany jednogłośnie przyjęła oficjalną flagę departamentu. Jej wzór zaczerpnięto z popularnej wśród ludności flagi lewicowego Związku Pracujących Gujany (UTG), który posługiwał się takim symbolem od września 1967 roku. Flaga była dwudzielna w skos, żółta przy drzewcu, a zielona w części wolnej, z czerwoną pięcioramienną gwiazdą pośrodku. Zgodnie z oficjalnym opisem zielony trójkąt miał symbolizować lasy, a żółty złoto i inne zasoby naturalne kraju, podczas gdy czerwona gwiazda – pierwotnie nawiązująca do socjalizmu – miała odnosić się do krwi Gujańczyków. Ówczesny przewodniczący Rady Generalnej, Alain Tien-Liong zapowiedział, że nowa flaga będzie wywieszana przed urzędami samorządowymi obok flagi Francji i Unii Europejskiej. Niemniej symbol nie zyskał akceptacji Paryża i nie został uznany przez administrację państwową – flaga była wywieszana przed siedzibą władz departamentu, jednak już nie regionu. Część komentatorów zarzucała władzom Rady Generalnej niepodległościowy, antyfrancuski charakter nowego symbolu, a także polityczne tło decyzji podjętej – bez publicznej debaty – tuż po przegranym referendum w sprawie zwiększenia autonomii Gujany.

## Obecnie
Z początkiem 2016 roku zmianie uległ status prawny Gujany Francuskiej – nowo utworzona jednolita Wspólnota Terytorialna Gujany (CTG) połączyła kompetencje regionu i departamentu. Tym samym rozwiązano Radę Generalna i Radę Regionalną, powołując w ich miejsce Zgromadzenie Gujany Francuskiej (Assemblée de Guyane). Władze Zgromadzenia przyjęły wyłonione w otwartym konkursie logo CTG, zaprzestając używania żółto-zielonej flagi. Nowy znak graficzny: stylizowany kontur kraju z łukiem i czterema różnobarwnymi strzałami umieszczony na białym płacie utworzył półurzędową flagę Wspólnoty, którą zaczęły posługiwać się władze terytorium.
Mimo nieoficjalnego charakteru, żółto-zielona flaga pozostaje popularna wśród ludności, co było szczególnie widoczne podczas protestów społecznych z pierwszej połowy 2017 roku.